# Frank Joseph Caggiano
Frank Joseph Caggiano (Brooklyn, Nova York, 29 de março de 1959) é um prelado católico americano, bispo de Bridgeport desde 2013.

## Biografia
Frank Caggiano nasceu em Gravesend, Brooklyn, o mais novo dos dois filhos de Arnaldo e Gennarina Caggiano. Seus pais eram imigrantes italianos para os Estados Unidos da cidade de Caggiano. Seus pais originalmente queriam chamá-lo de Francesco em homenagem ao seu avô, no entanto, uma enfermeira erroneamente colocou Frank em formulários de nascimento, que seus pais aceitaram relutantemente.
Ele frequentou a Saints Simon and Jude Elementary School em Gravesend e se formou na Regis High School em Manhattan em 1977. Então entrou na Universidade Yale em New Haven, Connecticut, como um estudante de ciências políticas.
Em 1978, Frank Caggiano ingressou no Cathedral College em Douglaston, Queens, graduando-se como Bacharel em Filosofia em 1981. Após se formar, trabalhou para a Divisão Gregg da McGraw Hill Publishing Company por 18 meses. Ele então entrou no Seminário da Imaculada Conceição em Huntington, obtendo o título de Mestre em Divindade.

## Sacerdócio
Foi ordenado sacerdote em 16 de maio de 1987, pelo Bispo Francis Mugavero na capela do Immaculate Conception Center em Douglaston, e incardinado em sua diocese de origem.
Após sua ordenação, a diocese designou Caggiano como pároco associado de Santa Ágata em Bay Ridge e de Santo Atanásio em Bensonhurst, ambos bairros no Brooklyn. Em 1991, foi para Roma para residir no Pontifical North American College enquanto estudava na Pontifícia Universidade Gregoriana. Ele recebeu um Doutorado em Teologia Sagrada em 1996 pela tese "The Eschatological Implications of the Notion of Recreation in the Works of St. Cyril of Alexandria".
Após retornar ao Brooklyn, a diocese designou Caggiano como pároco associado de Saint Jude em Canarsie. Ele também foi nomeado reitor de formação para o Programa de Diaconato Permanente e como censor librorum para a diocese. Foi transferido para servir como pároco de Saint Dominic em Bensonhurst em 1998. Durante este período, ele também ensinou teologia no campus de Staten Island da Saint John's University e no Saint Joseph's College no Brooklyn. Ele também pregou no Youth 2000 Summer Festival em Tipperary, Irlanda.
O bispo Thomas Daily nomeou Caggiano como diretor do Escritório Permanente do Diaconato em 2002. Foi elevado ao posto de capelão papal pelo Papa João Paulo II em 2003. Em 2004, o bispo Nicholas DiMarzio nomeou Caggiano como vigário para a evangelização e vida pastoral.

## Episcopado
Em 6 de junho de 2006, foi nomeado Bispo Auxiliar de Brooklyn com a sé titular Inis Cathaig. Ele foi sagrado pelo bispo Nicholas DiMarzio em 22 de agosto, com os bispos Thomas Daily e Ignatius Catanello servindo como co-consagradores.
Monsenhor Caggiano participou de vários encontros da Jornada Mundial da Juventude, proferindo palestras catequéticas em Sydney, Madri e Rio de Janeiro.
Em 2009, a diocese fechou quatorze escolas católicas; DiMarzio selecionou Caggiano para liderar o esforço de reorganização. A diocese admitiu que a reorganização provavelmente resultaria em cortes de empregos. DiMarzio também encarregou Caggiano de consolidar 46 paróquias e reduzir o número de escolas primárias católicas, enquanto convertia o restante em academias católicas independentes.
Em 31 de julho de 2013, o Papa Francisco o nomeou Ordinário da Diocese de Bridgeport. A posse foi realizada em 19 de setembro de 2013.
Uma das primeiras ações de Caggiano como bispo foi anunciar o déficit financeiro da diocese. Em 2014, convocou o quarto sínodo diocesano, o primeiro em Bridgeport em 32 anos, cujas preocupações incluíam o declínio na frequência à missa e na recepção sacramental e o declínio nas matrículas nas escolas católicas.
Em 2015, Caggiano condenou a decisão da Suprema Corte dos EUA de que os casamentos entre pessoas do mesmo sexo eram constitucionais.
Em dezembro de 2015, compareceu a um culto de oração com líderes judeus e muçulmanos "para alertar as pessoas sobre o pecado da discriminação e se solidarizar com aqueles que estão em necessidade". Ele condenou os ataques motivados por discriminação religiosa e ódio, observando a "crescente ameaça de terrorismo e violência" em uma postagem no Facebook que ele escreveu logo após o evento. Ele também observou que "infelizmente, há poucos que, em nome de Deus, estão perpetrando atos terríveis de maldade". Caggiano destacou que diferentes religiões precisam se unir para rejeitar a violência motivada pela religião, a fim de "buscar paz, compreensão e um espírito de tolerância".
Caggiano, em janeiro de 2019, referiu-se à legalização dos direitos ao aborto para as mulheres como perturbadora e como um fracasso por parte da sociedade americana contemporânea. Caggiano também condenou a pulverização de pichações antissemitas na catedral diocesana, referindo-se a "esta demonstração descarada e repugnante de antissemitismo que é moralmente abominável e uma afronta à nossa fé católica". Ele disse ainda que "usar um símbolo claramente antissemita é participar de um mal indizível" e que foi uma ocorrência angustiante, dado haver uma necessidade crescente de respeito mútuo por outras religiões.
Em abril de 2019, o Murphy Center da Fairfield University em Fairfield, Connecticut, concedeu a Caggiano o "Prêmio Bowler". Em novembro de 2019, Caggiano foi eleito para o conselho da Catholic Relief Services e então nomeado para um mandato de três anos como seu presidente.
Caggiano encomendou um relatório divulgado em outubro de 2019 ao ex-juiz do Tribunal Superior do estado, Robert Holzberg, sobre o tratamento dado pela Diocese às acusações de abuso sexual por seus padres. Holzberg descobriu que, desde 1953, cerca de 71 padres abusaram de quase 300 pessoas, com a maioria dos casos datando das décadas de 1960 e 1970 e nenhum desde 2008. Ele detalhou como três bispos ao longo de quarenta anos falharam consistentemente em cumprir suas responsabilidades morais e legais. Caggiano também disse que as vítimas "precisam permanecer no centro de todos os nossos esforços porque são nossos irmãos e irmãs", o que significa que "seguir em frente não significa deixá-los para trás".
Durante a pandemia de COVID-19 em 2020, Caggiano interrompeu as missas públicas temporariamente para evitar o contágio, indo às transmissões ao vivo. Ele disse que fechar igrejas era "nossa obrigação moral comum de proteger a vida humana" e reduzir a transmissão do vírus. Além disso, ele observou no Facebook que suspender todas as missas públicas era importante para a segurança da comunidade e estava de acordo com "a crença católica central na santidade de cada vida humana". No entanto, a diocese também anunciou que um formato específico para a missa presencial seria organizado conforme as normas de distanciamento social para apenas 50 pessoas, enquanto outras podem participar de carro em estacionamentos, ainda socialmente distantes em caso de emergência.
Após o assassinato de George Floyd, em maio de 2020, Caggiano disse que "devemos mais uma vez confrontar o mal do racismo sistemático, da intolerância e da discriminação em nosso país".
Em junho de 2021, Caggiano anunciou a formação e o desenvolvimento de um instituto catequético nacional. A iniciativa é incluir a inculturação hispânica.